# Giải SEFCA cho phim hoạt hình hay nhất
Giải SEFCA cho phim hoạt hình hay nhất là một giải của SEFCA dành cho phim hoạt hình, được bầu chọn là hay nhất trong năm. Giải này được lập từ năm 2005.

## Các phim đoạt giải

### Thập niên 2000
| Năm  | Phim                                           | Đạo diễn              |
| ---- | ---------------------------------------------- | --------------------- |
| 2005 | Wallace & Gromit: The Curse of the Were-Rabbit | Steve Box & Nick Park |
| 2006 | Cars                                           | John Lasseter         |
| 2007 | Ratatouille                                    | Brad Bird             |
| 2008 | WALL-E                                         | Andrew Stanton        |

Bản mẫu:SEFCA Awards Chron